# Kristijan Bistrović
Kristijan Bistrović (* 9. dubna 1998, Koprivnica) je chorvatský fotbalový záložník hrající za ruskou Baltiku Kaliningrad, kde je na hostování z CSKA Moskva.

## Klubová kariéra
Bistrović je odchovancem chorvatského NK Slaven Belupo. V prvním týmu debutoval 30. května 2015 proti Osijeku. Na dlouhou dobu to ale byl jeho jediný start, pevnou součástí týmu se stal až v lednu 2017. V červenci 2017 se Slaven Belupo utkal v přípravném utkání s ruským Spartakem Moskva. Bistrović si připsal asistenci na jediný gól Slavenu (utkání skončilo 1:1). Celkově svým výkonem upoutal pozornost ruských skautů, zejména pak trenéra CSKA Moskva Viktora Gončarenka, který trval na tom, že musí mladého Chorvata dostat do svého týmu. Tak se skutečně stalo a Bistrović se v lednu 2018 stal hráčem CSKA. Debut odehrál 8. března 2018 v utkání Evropské ligy proti Lyonu.